# Chrysococcyx
Chrysococcyx is een geslacht van vogels uit de familie koekoeken (Cuculidae). Bij een taxonomische herziening zijn acht soorten uit dit geslacht verplaatst naar het geslacht Chalcites. Er zijn nu nog zes soorten.

## Soorten
- Chrysococcyx caprius – Diederikkoekoek
- Chrysococcyx cupreus– Smaragdkoekoek
- Chrysococcyx flavigularis – Geelkeelkoekoek
- Chrysococcyx klaas – Klaas' koekoek
- Chrysococcyx maculatus – Gevlekte bronskoekoek
- Chrysococcyx xanthorhynchus – Amethistkoekoek